# Pachybrachis nubigenus
Pachybrachis nubigenus är en skalbaggsart som beskrevs av Henry Clinton Fall 1915. Pachybrachis nubigenus ingår i släktet Pachybrachis och familjen bladbaggar. Inga underarter finns listade i Catalogue of Life.